# ريدلي سكوت
السير ريدلي سكوت (بالإنجليزية: Ridley Scott)‏ (مواليد 30 نوفّمبر 1937) هو صانع أفلام إنجليزي. بعد نجاحه التجاري عام 1979 لفيلم رعب الخيال العلمي إيليان (فضائي)، شَملت أعماله الأخرى فيلم النوار-الجديد المأساوي بليد رانر، وفيلم مغامرات الطريق ثيلما ولويز، الدراما التاريخية غلاديايتر (الذي فاز بجائزة أفضل فيلم في مهرجان الأوسكار) وفيلم الخيال العلمي ذا مارشان (المريخي).
بدأ مسيرته المهنية في مجال الإعلان حيث شحذ مواهبه في صناعة الأفلام عن طريق صناعة أفلام إبداعية قصيرة للإعلانات التلفزيونية، يشتهر عمل سكوت بأسلوبه الحسي، والمرئي المُركَز للغاية. بالرغم من تنوع أفلامه بشكل واسع من ناحية بيئة التصوير والفترة الزمنية، إلا أنها تُظهر الكثير من التشابهات البارزة مع البيئات الحضرية، سواءً في القرن الثاني في روما (غلاديايتر)، أو القدس في فيلم كينغدوم أوف هيفّن (مملكة السماء)، أو إنجلترا في العصور الوسطى في فيلم روبن هود، أو مقديشو المعاصرة في فيلم بلاك هوك داون (سقوط الصقر الأسود)، أو مناظر المدن المستقبلية في بليد رانر، أو الكواكب البعيدة في إيليان (فضائي)، وبروميثيوس، والمريخي (ذا مارشان) وإيليان: كوفينانت. وتشتهر العديد من أفلامه كذلك بشخصياتها النسائية القوية..
رُشِّح سكوت لثلاث جوائز أوسكار لأفضل مخرج (للأفلام ثيلما ولويز، وغلاديايتر، وبلاك هوك داون). في عام 1995، حصل كل من ريدلي وشقيقه توني جوائز الأكاديمية البريطانية للأفلام للمساهمة البريطانية المتميزة للسينما. في عام 2003، حصل سكوت على لقب الفارس لقاءَ «خدماته لمجال صناعة الأفلام البريطاني». في تصويتٍ لقناة بي بي سي عام 2004، سُمي سكوت بالشخص العاشر الأكثر تأثيرًا في الثقافة البريطانية. وفي عام 2015، حصل على شهادة الدكتوراه الفخرية من الكلية الملكية للفنون في لندن، وعلى زمالة الأكاديمية البريطانية لفنون السينما والتلفزيون لإنجاز العمر.

## النشأة والمهنية
وُلد سكوت في ساوث شيلدز، في مقاطعة درم لوالديه إليزابيث (لقبها قبل الزواج ويليامز) والعقيد فرانسيس بيرسي سكوت. كان شقيق جده ديكسون سكوت رائدًا في سلاسل دور السينما؛ وافتتح دور سينما بالقرب من تينيسايد. ما تزال إحدى دور سينما ديكسون وهي سينما تينيسايد مفتوحة في نيوكاسل. وهي أيضًا آخر سينما إخبارية مفتوحة إلى الآن في المملكة المتحدة. وُلد ريدلي سكوت قبل الحرب العالمية الثانية بفترة وجيزة، ونشأ في أسرة عسكرية. كان والده الذي شغل منصب ضابط في فيلق المهندسين الملكيين غير حاضر في معظم حياته المبكرة. انضم شقيقه الأكبر فرانك إلى البحرية التجارية البريطانية عندما كان ما يزال شابًا، ولم يتواصل الشقيقان كثيرًا. تنقلت العائلة خلال هذا الوقت، وعاشت في کامبرلند (من بين مناطق أخرى) في شمال غرب إنجلترا، ويلز وألمانيا. كان له شقيق أصغر سنًا اسمه توني، والذي أصبح مخرج أفلام أيضًا. بعد الحرب العالمية الثانية، عادت عائلة سكوت إلى موطنها في شمال شرق إنجلترا، واستقرت في النهاية في غرينز بيك رود في هاتربورن، مقاطعة درم، والتي ألهمت مناظرها الصناعية لاحقًا مشاهدَ مشابهة في فيلم بليد رانر. بدأ اهتمامه بالخيال العلمي من قراءة روايات هربرت جورج ويلز عندما كان طفلًا. وتأثر أيضًا بأفلام عدة: «من أفلام الخيال العلمي التي شاهدتها في ذلك الوقت هي إت!، ذيم!، وذا داي ذي إيرث ستود ستيل. حفزوني بعض الشيء ولكن لم يلفت انتباهي شيء أبدًا إلى أن شاهدت فيلم 2001: سبيس أوديسي (ملحمة الفضاء) لستانلي كوبريك. حالما شاهدته عرفت ما يمكنني فعله». وقد درس في مدرسة جرانجفيلد الإعدادية وكلية ويست هارتلبول للفنون منذ عام 1954 وحتى عام 1958، وحصل على شهادة الدبلوم في التصميم.

## الترشيحات والجوائز

### الأوسكار
- أفضل مخرج عام 1992 عن فيلم Thelma & Louise
- أفضل مخرج عام 2001 عن فيلم Gladiator
- أفضل مخرج عام 2002 عن فيلم Black Hawk Down

### الغولدن علوب
- أفضل مخرج عام 2001 عن فيلم Gladiator
- أفضل مخرج عام 2008 عن فيلم American Gangster

## أعماله
كان The Duellists الذي عرض في عام 1977 أول فيلم روائي طويل لريدلي سكوت كمخرج. تم تصويره في أوروبا، وتم ترشيحه للجائزة الرئيسية في مهرجان كان السينمائي، وفاز بجائزة أفضل فيلم لأول مرة.

## الأفلام
| السنة | الفيلم                    | ترشيحات الأوسكار | الفوز بالأوسكار |
| ----- | ------------------------- | ---------------- | --------------- |
| 1977  | The Duellists             |                  |                 |
| 1979  | فضائي (فيلم)              | 2                | 1               |
| 1982  | بليد رانر                 | 2                |                 |
| 1985  | أسطورة (فيلم)             | 1                |                 |
| 1987  | Someone to Watch Over Me ‏ |                  |                 |
| 1989  | المطر الأسود              | 2                |                 |
| 1991  | ثيلما ولويز               | 6                | 1               |
| 1992  | فردوس الارض 1942          |                  |                 |
| 1996  | White Squall ‏             |                  |                 |
| 1997  | جي.آي.جين                 |                  |                 |
| 2000  | غلاديايتر                 | 12               | 5               |
| 2001  | هانيبال (فيلم)            |                  |                 |
| 2001  | سقوط الصقر الأسود         | 4                | 2               |
| 2003  | رجال عود الثقاب (فيلم)    |                  |                 |
| 2005  | مملكة السماء              |                  |                 |
| 2006  | سنة جيدة (فيلم)           |                  |                 |
| 2007  | رجل عصابة أمريكي (فيلم)   | 2                |                 |
| 2008  | كتلة أكاذيب (فيلم)        |                  |                 |
| 2010  | روبن هود (فيلم 2010)      |                  |                 |
| 2012  | بروميثيوس (فيلم)          | 1                |                 |
| 2013  | المستشار (فيلم)           |                  |                 |
| 2014  | خروج: الآلهة والملوك      |                  |                 |
| 2015  | المريخي (فيلم)            | 7                |                 |
| 2017  | فضائي: كوفينانت           |                  |                 |

## وصلات خارجية
- ريدلي سكوت  على قاعدة بيانات الخيال التأملي على الإنترنت
- ريدلي سكوت على موقع IMDb (الإنجليزية)
- ريدلي سكوت على موقع الموسوعة البريطانية (الإنجليزية)
- ريدلي سكوت على موقع روتن توميتوز (الإنجليزية)
- ريدلي سكوت على موقع مونزينجر (الألمانية)
- ريدلي سكوت على موقع ألو سيني (الفرنسية)
- ريدلي سكوت على موقع ميوزك برينز (الإنجليزية)
- ريدلي سكوت على موقع تيرنر كلاسيك موفيز (الإنجليزية)
- ريدلي سكوت على موقع أول موفي (الإنجليزية)
- ريدلي سكوت على موقع بوكس أوفيس موجو (الإنجليزية)
- ريدلي سكوت على موقع قاعدة بيانات الأفلام السويدية (السويدية)